# Emma George
Emma George (* 1. November 1974 in Beachworth, Victoria, Australien) ist eine ehemalige australische Stabhochspringerin, die die Silbermedaille bei den Leichtathletik-Hallenweltmeisterschaften 1997 gewann. Von 1995 bis 1999 war sie ununterbrochen Inhaberin des Weltrekords.
George hatte bei einer Größe von 1,72 m ein Wettkampfgewicht von 64 kg. 

## Weltrekorde
Emma George stellte 11 Freiluft- und 2 Hallenweltrekorde auf.
- 30. November 1995: 4,25 m
- 17. Dezember 1995: 4,28 m
- 28. Januar 1996: 4,30 m
- 28. Januar 1996: 4,41 m
- 29. Juni 1996: 4,42 m
- 14. Juli 1996: 4,45 m
- 8. Februar 1997: 4,50 m
- 20. Februar 1997: 4,55 m
- 20. Februar 1998: 4,57 m
- 14. März 1998: 4,58 m
- 21. März 1998: 4,59 m
- 20. Februar 1999: 4,60 m